# Polina Gyenyiszovna Oszipenko
Polina Gyenyiszovna Oszipenko (orosz betűkkel: Полина Денисовна Осипенко; Novoszpaszovka, ma Oszipenko, 1907. október 8. – Viszokoje, 1939. május 11.), ukrán névváltozatban Polina Deniszivna Oszipenko (Поліна Денисівна Осипенко) ukrán származású szovjet pilóta. Az első nők között volt, akik megkapták a Szovjetunió Hőse kitüntetést. Születéskori vezetékneve Dudnyik (ukránul Dudnik), első házassága utáni vezetékneve Govjaz.

## Élete
Az Orosz Birodalomhoz tartozó Ukrajnában, a mai Zaporizzsjai terület Novoszpaszovka (ukránul: Novoszpaszivka, napjainkban: Oszipenko) falujában született ukrán földműves család kilencedik gyermekeként. Az elemi iskola után baromfitenyésztési tanfolyamot végzett. Kezdetben egy kolhoz baromfitenyésztő telepének vezetőjeként dolgozott.
1930-ban határozta el, hogy repülni szeretne. Először a Szevasztopolhoz közeli Kacsa településen lévő repülőiskolába jelentkezett, de nem vették fel. Azért, hogy a repülés közelében lehessen, Oszipenko a pilóták ebédlőjében vállalt munkát. A repülőiskola több táborból állt, ahová rendszeresen repülőgéppel szállították ki az ételt. E repülések során az oktatók megengedték Oszipenkónak, hogy gyakorolja a repülőgép-vezetést, így megtanulta az U–2-es gépet vezetni. Ezért, amikor Vorosilov meglátogatta a kacsai repülőiskolát, kérvényezte nála, hogy felvegyék pilótanövendéknek az intézménybe, melyet 1933-ban el is végzett.
Ezután pilótaként és vadászpilótaként szolgált, később egy kisebb repülőegység parancsnoka volt. Több repülési világrekord fűződik a nevéhez. 1937 nyarán három magassági rekordot állított fel. Majd 1938-ban Oszipenko parancsnoksága alatt leszállás nélkül repültek Szevasztopolból Arhangelszkbe. Ez női kategóriában zárt körön végrehajtott távolsági világrekordnak számított. 1938. szeptember 24–28. között újabb távolsági rekordrepülésben vett részt. Egy ANT–37bisz Rogyina nevű géppel, női személyzet tagjaként – Valentyina Grizodubova parancsnoksága alatt és Marina Raszkova navigátor társaságában – Moszkvából a távol-keleti Kerbibe (ma: Imenyi Polini Oszipenko) repültek, ami szintén női világrekord volt. E teljesítményéért 1938. november 2-án az első női kitüntetettek egyikeként megkapta a Szovjetunió Hőse kitüntetést.

## Emlékezete
Nevét viselte 1939–1958 között Bergyanszk. Napjainkban a Bergyánszk melletti szülőfaluja, a korábbi Novoszpaszivka viseli a nevét.

## Külső hivatkozások
- Polina Oszioenko a Geroi sztrani (A haza hősei) oldalán (oroszul)